# Эскадренные миноносцы проекта 56
Эскадренные миноносцы проекта 56, также известные как тип «Спокойный» (код НАТО — «Kotlin»),— тип эскадренных миноносцев, строившихся для Советского Военно-Морского Флота в 1953—1958 годах. Эскадренные миноносцы проекта 56 стали последними торпедно-артиллерийскими кораблями этого класса в Военно-Морском Флоте СССР.
С момента вступления в строй и до окончания холодной войны (на протяжении 30 лет) эскадренные миноносцы проекта 56 очень интенсивно эксплуатировались на всех четырёх флотах, с 1964 года активно участвовали в боевой службе советского Военно-Морского Флота и демонстрировали советское военно-морское присутствие в Мировом океане, в том числе и в зонах вооружённых конфликтов.

## Предыстория
Великая Отечественная война внесла существенные коррективы в планы строительства в СССР военных кораблей класса «эскадренный миноносец»: в ходе войны было потеряно 34 эсминца, ещё 30 находившихся в постройке кораблей этого класса в силу различных причин не были достроены, а значительная часть из уцелевших эсминцев находилась в небоеспособном состоянии и требовала проведения капитального ремонта и модернизации. На основе военного опыта были также выявлены серьёзные недостатки эсминцев предвоенных проектов, такие как недостаточная прочность корпусов из хрупкой маломарганцовистой стали, низкая мореходность и отсутствие запасов по нагрузке для обеспечения модернизации боевых и технических средств (в частности для размещении средств радиолокации и замены неуниверсальной артиллерии на универсальную).
15 августа 1945 года появился официальный проект десятилетней программы военного кораблестроения на 1946—1955 годы. Согласно первоначальному проекту за 10 лет предполагалось построить 132 «больших» эсминца и 226 «обычных» эсминцев, однако очевидная нереализуемость программы в послевоенных условиях привела к её корректировке, и число планировавшихся к закладке эсминцев было сокращено до 188. Так как флот нуждался в срочном пополнении своего состава, а разработка нового поколения эсминцев (проект 41) только начиналась, Политбюро было принято решение для поддержания судостроительной промышленности и обновления состава флота начать строительство морально устаревших эскадренных миноносцев проекта 30-бис. После окончания их строительства судостроительные заводы СССР должны были приступить к постройке 110 эсминцев проекта 41, однако на этапе испытания головного корабля этого проекта от крупносерийного строительства эсминцев проекта 41 было решено отказаться в пользу постройки дополнительных кораблей проекта 30-бис. Тем не менее, работы над модернизацией проекта 41 было решено продолжить.

## История проектирования

### Оперативно-техническое задание
Проектирование эскадренных миноносцев проекта 56, первоначально значившихся в документах как «модернизированный проект 41», было начато летом 1951 года. Началу работ над проектом предшествовало постановление Совета Министров СССР от 2 июня 1951 года (№ 1867—891) об «…изменении ТТЭ проекта 41». Работы над новым проектом возглавил А. Л. Фишер. Заместителями главного конструктора стали А. И. Топтыгин, В. А. Торопов, В. Г. Королевич. Главным наблюдающим от советского Военно-Морского Флота стал инженер-капитан 2 ранга М. А. Янчевский.
Постановлением Совета Министров СССР № 1867—891 утверждались следующие изменения тактико-технических элементов по сравнению с проектом 41 (единственным кораблём, построенным по этому проекту, был эсминец «Неустрашимый»). Полное водоизмещение уменьшалось с 3770 до 3150 т, полная скорость хода увеличивалась с 36 до 39 узлов, дальность плавания четырнадцатиузловым ходом сокращалась с 5500 до 4000 морских миль, а автономность была уменьшена с двадцати до десяти суток. Изменения коснулись и вооружения. Вместо четырёх спаренных стабилизированных 45-мм зенитных автоматов СМ-16 с боекомплектом 1000 снарядов на ствол на кораблях нового проекта предполагалось разместить аналогичное количество счетверённых нестабилизированных 45-мм зенитных автоматов СМ-20 с сокращённым боекомплектом (750 снарядов на ствол). Артиллерия главного калибра и торпедное вооружение остались теми же, что и на «Неустрашимом».
Тактико-техническое задание определяло боевое предназначение кораблей проекта. Перед кораблями были поставлены следующие задачи:
1. Нанесение торпедных и артиллерийских ударов по боевым кораблям и судам противника;
2. Обеспечение боевого и походного охранения соединений кораблей от атак авиации, подводных лодок, эскадренных миноносцев и торпедных катеров;
3. Несение задач дозорной, разведывательной службы в океанской зоне;
4. Охрана конвоев;
5. Постановка активных минных заграждений;
6. Огневая поддержка десантных операций и приморских армий, обстрел береговых объектов в тылу противника.

### Технический проект
ЦКБ-53, учитывая большую схожесть проектов 41 и 56, приступило к работе сразу с этапа технического проекта, минуя эскизное проектирование. Выбор главных размерений корабля «модернизированного проекта 41» подчинялся требованию разместить на нём, при сниженном на 680 т полном водоизмещении, вооружение практически того же состава, что и в проекте 41; обеспечить 39-узловую скорость полного хода за счёт форсирования ГЭУ с 66 000 л. с. до 72 000 л. с., обеспечить повышенную мореходность и улучшенную ходкость. В итоге ЦКБ-53 разработало корабль с гладкопалубным корпусом и развитыми надстройками, существенной седловатостью в носовой части, тщательно отработанными в бассейне ЦНИИ им. академика А. Н. Крылова формами обводов носовой оконечности и применением успокоителя качки в виде пары втягивающихся в корпус бортовых управляемых рулей.
Форма обводов корпуса эсминца, выбранная проектантами ЦКБ-53, первоначально не устроила представителей ВМФ. Адмирал флота И. С. Исаков предлагал для проекта 56 взять за основу обводы эсминца типа «Новик», ссылаясь на свой опыт плавания на кораблях этого типа. Но если «новики» подходили для закрытых морей, таких как Балтийское или Чёрное, то для службы на открытых театрах — в Баренцевом море и на Тихом океане — они были малопригодны. Спор по вопросу выбора формы обводов нового корабля в итоге перерос в конфликт между Военно-морским министерством и Министерством судостроительной промышленности, доведённый в конечном итоге до высших партийных инстанций.
«Первый этап обсуждения проходил у Г. М. Маленкова, который решил вопрос в пользу ВМФ с мотивировкой типа — „кому плавать, тому и выбирать обводы“. Однако занимавший в этот период пост министра транспортного и тяжелого машиностроения Вячеслав Малышев обжаловал это решение у И. В. Сталина. Последний повторно рассмотрел данный вопрос и принял точку зрения МСП, причём решение Маленкова было названо „мещанским“».
Поддержка И. В. Сталиным промышленности в этом вопросе решила проблему мореходности нового эсминца в принципе, но многие технические решения требовали большого объёма теоретических и экспериментальных исследований, «а также последующих согласований с руководством ВМФ». Технический проект корабля разрабатывался на основе технического задела по проекту 41, хотя по своей архитектуре новый проект имел существенные отличия от прототипа. Общая компоновка вооружения и технических средств была сохранена, но при меньших главных размерениях конструкторы ЦКБ-53 были вынуждены пойти на двукратное увеличение объёма надстроек (с 5,5 % до 11,3 % от общего объёма корпуса), что позволило улучшить условия размещения 45-мм автоматов. Позднее выяснилось, что уложиться в заданные ТТЭ (водоизмещение, скорость и дальность плавания) из-за увеличения весовых нагрузок невозможно. Технический проект эскадренных миноносцев проекта 56 был закончен в ноябре 1951 года и утверждён в апреле 1952 года.
Новое постановление Совета Министров СССР № 1648—592 от 4 апреля 1954 года утвердило откорректированный проект 56 с новыми ТТЭ. Полное водоизмещение возросло до 3230 т, скорость полного хода уменьшилась до 38,5 узлов. Также произошёл отказ от установки на корабле 25-мм зенитных автоматов 4М-120 (БЛ-120), первоначально заимствованных с проекта 41.

## История строительства
Серия эскадренных миноносцев проекта 56 во исполнение решения, принятого 30 апреля 1951 года на совещании у И. В. Сталина, должна была состоять как минимум из 100 кораблей (эскадренных миноносцев проекта 41 предполагалось построить на десять кораблей больше).
После смерти Сталина о прежних планах строительства массовой серии эсминцев проекта 56 «уже никто не вспоминал». Программой военного судостроения на 1956—1965 годы, разработанной под руководством Н. Г. Кузнецова, предусматривалась постройка 46 кораблей проекта 56, за которой должна была последовать серия из 31 эсминца откорректированного проекта с автоматическими башенными 130-мм АУ СМ-62 и усиленным противолодочным вооружением, а также серия из 40 эсминцев проекта 57 с противокорабельными крылатыми ракетами КСЩ. Но в декабре 1954 года вышло Постановление Совета министров об отказе от дальнейших заказов на эсминцы проекта 56 (в том числе и с новыми АУ). Фактически по проекту 56 было построено 27 кораблей (9 из них позднее были модернизированы по проекту 56-А, 12 — по проекту 56-ПЛО). Ещё 3 корпуса, заложенные по проекту 56, достраивались уже по проектам 56-ЭМ и 56-М. Все корабли проекта 56 закладывались на трёх судостроительных заводах: № 190 имени А. А. Жданова в Ленинграде (заложено 12 единиц: «Светлый», «Спешный», «Скромный», «Сведущий», «Спокойный», «Смышлёный», «Скрытный», «Сознательный», «Справедливый», «Несокрушимый», «Находчивый», «Настойчивый»); № 199 в Комсомольске-на-Амуре (заложено 7 единиц: «Веский», «Вызывающий», «Вдохновенный», «Возмущенный», «Возбуждённый», «Влиятельный», «Выдержанный») и № 445 имени 61 Коммунара в Николаеве (заложено 8 единиц: «Блестящий», «Бывалый», «Бесследный», «Бурливый», «Благородный», «Пламенный», «Напористый», «Бравый»).
Обработка металла для строительства головного эсминца проекта 56 «Спокойный» была начата на заводе им. А. А. Жданова (№ 190) в феврале 1952 года. Строительство головного корабля шло быстрыми темпами, но испытания его затянулись, и с ноября 1954 по 27 июня 1956 года «Спокойный» шесть раз были вынуждены вводить в док для подкреплений корпуса и мачт, переделки нефтяных цистерн. За этот же период четырежды ремонтировался выдвижной обтекатель ГАС. Причины недобора кораблём скорости расследовала специальная комиссия; результатом её работы стали отрезание кормовой части корпуса корабля и изготовление новой, с установкой одного руля (вместо двух) площадью 11,5 м² и выкружек гребных валов вместо кронштейнов, на которых было замечено явление кавитации. Трёхлопастные винты заменили на четырёхлопастные уменьшенного шага и увеличенного диаметра.
Стоимость строительства головного корабля проекта («Спокойный») составила 24,2 млн рублей в ценах 1961 года, а четвёртого корабля серии — 11,4 млн рублей. Сравнительно высокая стоимость головного корабля объясняется его принципиальной новизной.
| Представители проекта                             | Представители проекта                       | Представители проекта | Представители проекта | Представители проекта | Представители проекта                                                                                    | Представители проекта | Представители проекта | Представители проекта    | Представители проекта |
| Название                                          | Завод                                       | Заводской номер       | Закладка корпуса      | Спуск на воду         | Подписание приёмного акта                                                                                | Проект                | Флот                  | Выведен из состава флота |                       |
| ------------------------------------------------- | ------------------------------------------- | --------------------- | --------------------- | --------------------- | --- | --------------------- | --------------------- | ------------------------ | --------------------- |
| «Спокойный»                                       | Ленинградский ССЗ им. А. А. Жданова (№ 190) | 701                   | 1953                  | 1953                  | 1956 | 56                    | КБФ, КСФ, ЛенВМБ      | 1990                     |                       |
| «Светлый»                                         | Ленинградский ССЗ им. А. А. Жданова (№ 190) | 702                   | 1953                  | 1953                  | 1955 | 56                    | КБФ                   | 1989                     |                       |
| «Блестящий»                                       | Николаевский ССЗ им. 61 коммунара (№ 445)   | 1201                  | 1953                  | 1953                  | 1955 | 56-ПЛО                | ЧФ, ТОФ               | 1987                     |                       |
| «Спешный»                                         | Ленинградский ССЗ им. А. А. Жданова (№ 190) | 703                   | 1953                  | 1954                  | 1955 | 56                    | КБФ                   | 1989                     |                       |
| «Бывалый»                                         | Николаевский ССЗ им. 61 коммунара (№ 445)   | 1202                  | 1953                  | 1954                  | 1955 | 56-ПЛО                | ЧФ, СФ                | 1988                     |                       |
| «Скромный»                                        | Ленинградский ССЗ им. А. А. Жданова (№ 190) | 704                   | 1953                  | 1954                  | 1955 | 56-А                  | КБФ, СФ               | 1989                     |                       |
| «Сведущий»                                        | Ленинградский ССЗ им. А. А. Жданова (№ 190) | 705                   | 1953                  | 1955                  | 1956 | 56-ПЛО                | КБФ, СФ, ЧФ           | 1992                     |                       |
| «Веский»                                          | ССЗ им. Ленинского комсомола (№ 199)        | 82                    | 1954                  | 1955                  | 1956 | 56                    | ТОФ                   | 1987                     |                       |
| «Вызывающий»                                      | ССЗ им. Ленинского комсомола (№ 199)        | 81                    | 1953                  | 1955                  | 1956 | 56-ПЛО                | ТОФ                   | 1989                     |                       |
| «Смышлёный» с 1958 «Московский комсомолец»        | Ленинградский ССЗ им. А. А. Жданова (№ 190) | 706                   | 1954                  | 1955                  | 1956 | 56-ПЛО                | КСФ,ЧФ                | 1986                     |                       |
| «Скрытный»                                        | Ленинградский ССЗ им. А. А. Жданова (№ 190) | 707                   | 1954                  | 1955                  | 1956 | 56-А                  | КБФ, КСФ, ТОФ         | 1989                     |                       |
| «Бесследный»                                      | Николаевский ССЗ им. 61 коммунара (№ 445)   | 1205                  | 1954                  | 1956                  | 1956 | 56-ПЛО                | ТОФ                   | 1987                     |                       |
| «Вдохновенный»                                    | ССЗ им. Ленинского комсомола (№ 199)        | 83                    | 1954                  | 1956                  | 1956 | 56-ПЛО                | ТОФ                   | 1989                     |                       |
| «Сознательный»                                    | Ленинградский ССЗ им. А. А. Жданова (№ 190) | 708                   | 1954                  | 1956                  | 1956 | 56-А                  | КБФ, КСФ, ЧФ          | 1988                     |                       |
| «Справедливый» с 1970 «Warszawa»                  | Ленинградский ССЗ им. А. А. Жданова (№ 190) | 709                   | 1954                  | 1956                  | 1956 | 56-А                  | КБФ                   | 1971                     |                       |
| «Бурливый»                                        | Николаевский ССЗ им. 61 коммунара (№ 445)   | 1206                  | 1954                  | 1956                  | 1956 | 56-ПЛО                | ЧФ, ТОФ               | 1989                     |                       |
| «Возмущённый»                                     | ССЗ им. Ленинского комсомола (№ 199)        | 84                    | 1954                  | 1956                  | 1956 | 56-ПЛО                | ТОФ                   | 1987                     |                       |
| «Благородный»                                     | Николаевский ССЗ им. 61 коммунара (№ 445)   | 1207                  | 1955                  | 1956                  | 1956 | 56-ПЛО                | ЧФ, ЛенВМБ            | 1989                     |                       |
| «Несокрушимый»                                    | Ленинградский ССЗ им. А. А. Жданова (№ 190) | 710                   | 1955                  | 1956                  | 1957 | 56-А                  | КСФ, ЧФ               | 1991                     |                       |
| «Пламенный»                                       | Николаевский ССЗ им. 61 коммунара (№ 445)   | 1208                  | 1955                  | 1956                  | 1957 | 56-ПЛО                | ЧФ                    | 1991                     |                       |
| «Находчивый»                                      | Ленинградский ССЗ им. А. А. Жданова (№ 190) | 741                   | 1955                  | 1956                  | 1957 | 56-А                  | КСФ, ЧФ               | 1989                     |                       |
| «Возбуждённый»                                    | ССЗ им. Ленинского комсомола (№ 199)        | 85                    | 1955                  | 1957                  | 1957 | 56-А                  | ТОФ                   | 1989                     |                       |
| «Напористый»                                      | Николаевский ССЗ им. 61 коммунара (№ 445)   | 1209                  | 1955                  | 1956                  | 1957 | 56-ПЛО                | ЧФ                    | 1987                     |                       |
| «Влиятельный»                                     | ССЗ им. Ленинского комсомола (№ 199)        | 86                    | 1955                  | 1957                  | 1957 | 56                    | ТОФ                   | 1988                     |                       |
| «Настойчивый»                                     | Ленинградский ССЗ им. А. А. Жданова (№ 190) | 742                   | 1956                  | 1957                  | 1957 | 56-А                  | КБФ, КСФ, ЧФ          | 1989                     |                       |
| «Выдержанный» с 1967 «Дальневосточный комсомолец» | ССЗ им. Ленинского комсомола (№ 199)        | 87                    | 1956                  | 1957                  | 1957 | 56                    | ТОФ                   | 1993                     |                       |
| «Бравый»                                          | Николаевский ССЗ им. 61 коммунара (№ 445)   | 1203                  | 1953                  | 1955                  | 1956 | 56-К                  | ЧФ                    | 1987                     |                       |
| «Неуловимый»                                      | Ленинградский ССЗ им. А. А. Жданова (№ 190) | 765                   | 1957                  | 1958                  | 1958 | 56-М                  | БФ, ЧФ                | 1990                     |                       |
| «Бедовый»                                         | Николаевский ССЗ им. 61 коммунара (№ 445)   | 1204                  | 1953                  | 1955                  | 1958 | 56-ЭМ                 | ЧФ                    | 1989                     |                       |
| «Неудержимый»                                     | ССЗ им. Ленинского комсомола (№ 199)        | 88                    | 1957                  | 1958                  | 1958 | 56-М                  | ТОФ                   | 1987                     |                       |
| «Прозорливый»                                     | Николаевский ССЗ им. 61 коммунара (№ 445)   | 1205                  | 1956                  | 1957                  | 1958 | 56-М                  | ЧФ                    | 1991                     |                       |
| «Неукротимый»                                     | ССЗ завод им. Ленинского комсомола (№ 199)  | 89                    | 12 июля 1957          |                       | 15 декабря 1957 снят со строительства, детали и механизмы переданы для заказа С-90 (эсминец проекта 57). | 56-М                  | ТОФ                   |                          |                       |

## Конструкция

### Корпус, надстройки и общее расположение

#### Кораблестроительные элементы
Корабли базового проекта 56 имели следующие главные размерения. Стандартное водоизмещение — 2677 т, нормальное — 2960 т, полное — 3240 т; водоизмещение головного корабля отличалось от «проектного» водоизмещения (2667/2949/3249 т соответственно). Наибольшая длина кораблей достигала 126,1 м (117,9 м по конструктивной ватерлинии), наибольшая ширина — 12,76 м (12,41 м по ватерлинии), высота борта у форштевня достигала 12,1 м, на миделе — 7,4 м, а в корме — 7,65—7,7 м. Осадка при полном водоизмещении — 4,26 м. Общая высота корабля от основной линии — 34,5 м.

#### Конструкция корпуса
Проект 56 от своего прототипа, проекта 41, отличался, главным образом, конструкцией корпуса.
Форму корпуса корабля выбрали с учётом размещения в заданном водоизмещении оборудования и механизмов; она оказалась исключительно удачной по мореходности, но не вполне удовлетворительной по ходкости. Якорные клюзы были сдвинуты в нос и утоплены в корпус; у носового автомата и у продольных стенок носовой надстройки были установлены фальшборты; были обеспечены небольшой развал носовых обводов и оптимизация обводов кормы.
Корпус кораблей набирался по продольной схеме и был почти полностью цельносварным. При помощи клёпки крепились только стрингерный угольник верхней палубы, два паза по верхней палубе в средней части корабля, крепления надстроек к верхней палубе и скуловые кили. Секционная сборка корпуса проводилась в закрытом эллинге, что обеспечивало качественное выполнение работ. Стыки секций по всему периметру совмещались в одном сечении; именно наличие некомпенсированных сварных кольцевых стыков отрицательно влияло на продольную прочность корпуса, так как в районе стыков сечения были наиболее ослабленными.
Корпус был выполнен гладкопалубным со значительной седловатостью в носовой части. Пятнадцатью водонепроницаемыми переборками корпус разделялся на шестнадцать отсеков. В каждый из отсеков, благодаря наличию переходных тамбуров и водонепроницаемых дверей в главных переборках машинно-котельных отделений, можно было попасть в штормовую погоду, не выходя на верхнюю палубу. Вырезы с водонепроницаемыми дверьми располагались выше так называемой линии аварийных напоров.
Между нижней и верхней палубами находилась промежуточная палуба или платформа, прерывавшаяся только в районе МКО. Также на корабле находились ещё две платформы, одна из которых была продолжением внутреннего дна в носовой оконечности. Объём корпуса составлял 7840 м³.
| Нагрузка масс, т (% от стандартного водоизмещения). | Нагрузка масс, т (% от стандартного водоизмещения). | Нагрузка масс, т (% от стандартного водоизмещения). | Нагрузка масс, т (% от стандартного водоизмещения). | Нагрузка масс, т (% от стандартного водоизмещения). | Нагрузка масс, т (% от стандартного водоизмещения). | Нагрузка масс, т (% от стандартного водоизмещения). | Нагрузка масс, т (% от стандартного водоизмещения). |
| Корпус                                              | Бронирование                                        | Вооружение                                          | Боезапасы                                           | Механизмы                                           | Снабжение, команда и провизия                       | Запас водоизмещения                                 | Стандартное водоизмещение                           |
| --------------------------------------------------- | --------------------------------------------------- | --------------------------------------------------- | --------------------------------------------------- | --------------------------------------------------- | --------------------------------------------------- | --------------------------------------------------- | --------------------------------------------------- |
| 1374,4 (51,6)                                       | 9,3 (0,3)                                           | 336 (12,6)                                          | 136,7 (5,1)                                         | 702 (26,9)                                          | 95,8 (3,6)                                          | 12,9 (0,5)                                          | 2667,1 (100,0)                                      |

#### Конструкция надстройки
В условиях обжатого корпуса часть корабельных помещений была «выдавлена» наверх и размещалась в трёх развитых надстройках, расположенных на верхней палубе. Зенитные автоматы благодаря развитой надстройке располагались ромбически, что позволяло сосредотачивать огонь на любой борт сразу трёх из них. В свежую погоду использование автоматов облегчалось благодаря их более высокому, чем на предыдущих проектах, расположению. Но из-за недопустимо больших деформаций и их вибрации на этапе испытаний головного корабля надстройки трижды приходилось подкреплять.
Для компенсации снижения остойчивости и уменьшения весовой нагрузки в проекте 56 был применён дюралюминиевый сплав типа АМГ (им по стальному набору обшивалась надстройка корабля), однако это снизило пожаростойкость конструкций. К тому же вес смешанной дюралюминиево-стальной конструкции после производства всех подкреплений оказался таким, как если бы надстройка целиком делалась из стали. Вибрацию устранить так и не удалось. Развитые подкрепления снизили предельные углы обстрела 45-мм автоматов. Объём надстроек составлял 1000 м³.
Главный командный пункт (ГКП) эскадренного миноносца проекта 56 включал в себя ходовые мостик и рубку, штурманскую рубку, рубку внутриэскадренной связи и шифр-пост. ГКП был оснащён боевым информационным постом «Звено-56», основу которого составлял круглый электронный планшет обстановки, на который транслировалась радиолокационная картинка с РЛС «Фут-Н».

### Энергетическая установка

#### Главная энергетическая установка
Главная энергетическая установка (ГЭУ) проекта 56 повторяла ГЭУ эсминца проекта 41, которая, в свою очередь, изначально задумывалась как «стандартный элемент при наборе комбинаций для всего диапазона кораблей основных классов отечественного флота». В ГЭУ был заложен принцип сочетания высоких и низких параметров пара в одной тепловой схеме: на высоких параметрах пара ГЭУ работала только при больши́х скоростях корабля, а на промежуточных и малых ходах она работала на низких параметрах пара, что теоретически повышало её экономичность. Конструктивно ГЭУ состояла из двух высокооборотных двухкорпусных главных турбозубчатых агрегатов (ГТЗА) типа «ТВ-8» полной проектной мощностью 33 000 л. с. каждый. Все ГТЗА состояли из двух турбин: ТВД — турбины активного типа (высокого давления) и ТНД — двухпроточной турбины реактивного типа (низкого давления), а также конденсатора и зубчатой передачи с главным упорным подшипником, валоповоротным и тормозным устройствами.
Между протоками переднего хода ТНД располагалась двухпроточная турбина заднего хода. Зубчатая передача — двухступенчатая, с раздвоением мощности. Циркуляционная система главного конденсатора в режимах от технико-экономического (14 уз) до так называемого 2-го крейсерского (29 уз) хода — самопроточная. Для обеспечения заданной скорости хода для эсминца этого проекта используемый на нём ГТЗА «ТВ-8» форсировали (за счёт повышения производительности сопловых аппаратов турбин и паропроизводительности главных котлов) и благодаря этому обеспечили ему мощность 36 000 л. с.
Паропроизводящая установка ГЭУ включала в себя четыре главных паровых котла «КВ-41» (450 °C и 64 кг/см²), которые относились к типу вертикальных водотрубных котлов с естественной циркуляцией. Они имели вертикальный двухколлекторный пароперегреватель и водяной ребристый экономайзер. Один котёл этого типа вырабатывал до 80 тонн пара в час. Температура пара в котлах достигала 470° при давлении 25—64 кгс/см. Благодаря небольшим размерам котла «КВ-41» (не более 6 м) удалось разместить по два котельных агрегата в одном отсеке с ГТЗА при сохранении приемлемых условий их эксплуатации. В каждом из МКО котлы устанавливались фронтами друг к другу.
Котлы имели пять степеней защиты по различным параметрам, но тем не менее уровень воды в котлах, их температура и другие показатели работы контролировались котельной вахтой. Для осуществления форсированного дутья непосредственно в топку в кожухах МКО устанавливались по два принципиально новых автоматизированных насосных надувочных турбоагрегата «ТВК-9» с питательным, конденсатным и бустерным насосами и единым приводом, для подшипников использовалась водяная смазка. КПД котлов из-за «зажатых» габаритов МКО был ниже, чем на прототипе (проекте 41), и составлял только 74 % вместо 78—79 %. Пар для вспомогательных нужд шёл от вспомогательного котла «КВС-41», который вырабатывал в час 5 т пара под давлением 28 кг/см².
Для повышения живучести МКО были разделены двумя промежуточными отсеками и одной из «глубоких» топливных цистерн. В кормовом
промежуточном отсеке располагались погреба 45-мм выстрелов, а в носовом — вспомогательные паровой котел и механизмы.
Корабельная ГЭУ была приспособлена к пуску без предварительного прогрева — экстренное развитие полного хода из холодного состояния достигалось всего за 15 мин. Двурежимность ГЭУ (на высоких и низких параметрах пара) по расчётам обеспечивала низкий расход топлива на экономических ходах, но в процессе испытаний эсминца «Спокойного» выяснилось, что ГЭУ в режимах полного и оперативно-экономического ходов не экономична. В приёмном акте корабля отмечалось: «…даже кратковременное развитие больших ходов (атака ПЛ, уклонение от самолётов) резко снижает тактическую дальность плавания. Так, например, один час полного хода снижал дальность плавания оперативно-экономическим ходом на проекте 30бис на 104 мили, а на проекте 56 — на 184». Там же отмечались перерасход пара, недолговечность кирпичной кладки котлов и ряд других конструктивных недостатков. Значительная часть этих замечаний была устранена до передачи флоту головного корабля, а на серийных кораблях — во время постройки. В процессе испытаний мощность ГЭУ превысила заданную мощность на 1000 л. с., достигнув 73 000 л. с.
| 72 000 | 25 | 702 | 9,8 | 0,797 | 0,394 |

Главная энергетическая установка обеспечивала кораблям следующие ходовые элементы:
- Наибольшая скорость полного хода по спецификации — 38,5 узлов[27] (тем не менее, эсминец «Настойчивый» в 1957 году на испытаниях на мелководной мерной миле достиг рекордной послевоенной скорости в 41 узел[26]);
- Максимальная дальность плавания на скорости оперативно-экономического хода (17,9 узлов) — 3090 (по другим данным 3200[27]) морских миль[28];
- Дальность плавания на скорости технико-экономического хода (14,3 узлов) — 3880 морских миль[28];
- Максимальная скорость заднего хода — 19 узлов[28];
- Длительная скорость заднего хода — 14 узлов[28].

#### Движительно-рулевой комплекс
На головном корабле проекта рулевое устройство состояло из двух полуподвесных рулей, подвешенных для улучшения управляемости кораблём за гребными винтами диаметром 3,8 м на развитых кронштейнах гребных валов; использование кронштейнов вместо обтекателей (выкружек) по опыту испытаний лидеров предвоенной постройки «Ленинград» и «Минск» позволяло снизить неоднородность поля скоростей в диске гребного винта и уменьшить его эрозию. В результате анализа модельных и натурных испытаний эскадренного миноносца проекта 41 специальная комиссия по предложению ЦНИИ им. академика А. Н. Крылова рекомендовала для ликвидации недобора спецификационной скорости заменить кронштейны гребных валов обтекателями, а полуподвесные рули заменить на подвесные балансирные. На основе этой рекомендации Совет Министров СССР в июле 1954 года принял решение о проведении соответствующих работ по изменению компоновки рулевого устройства; при этом корабли, находившиеся в большой стадии готовности, было решено достраивать в исходной компоновке.
Первые скоростные испытания эсминца «Спокойный», проходившие в сентябре 1954 года, показали, что с исходной компоновкой движительно-рулевого комплекса не обеспечивается даже минимальное значение спецификационной скорости, а скорость полного хода корабля достигает лишь 34,7—34,8 узлов вместо положенных 38,5. Проведённые исследования кавитации кронштейнов гребных валов и характеристик гребных винтов на скоростях, близких к полной, обнаружили кавитацию кронштейнов и неблагоприятное влияние кавитирующих выступающих частей на характеристики гребных винтов. На основе проведённых исследований конструкция рулевого устройства вновь подверглась изменению: вместо двух подвесных балансирных рулей в диаметральной плоскости эсминцев проекта устанавливался один полубалансирный руль удвоенной площади, увеличивался диаметр гребного винта (до 4,0 м) и его дисковое соотношение, число лопастей винта увеличилось с трёх до четырёх. Внедрение новой конструкции гребных винтов привело к росту скорости хода на 1,9—2,0 узла, ещё на 1,0—1,2 узла скорость хода увеличивалась благодаря переходу к одному рулю вместо двух, что в итоге обеспечило достижение эсминцами спецификационной скорости.

#### Электроэнергетическая система
Корабельная электростанция общей мощностью 1200 кВт включала два турбогенератора типа «ТД-12» по 400 кВт и два дизель-генератора ДГ-200/1 переменного трёхфазного тока напряжением 220 вольт и частотой 50 герц. Они располагались в двух электростанциях: носовой (на верхней промежуточной палубе за носовым МКО) и кормовой (под промежуточной палубой за кормовым МКО). Такая схема существенно повышала живучесть электроэнергетической системы корабля и в принципе повторяла электроэнергетическую схему эсминца проекта 41, но у последнего имелся стояночный турбогенератор ТД 8/1 мощностью 100 кВт, позволяющий обеспечивать, в случае необходимости, повседневную службу и боевую подготовку корабля без берегового питания, тогда как на эсминце проекта 56 из-за экономии веса этот турбогенератор отсутствовал.
Силовая электрическая сеть на корабле была выполнена из кабеля в резиновой оболочке с металлическим панцирем и проходила по специальным коридорам кабельных трасс, расположенных побортно, что также должно было повысить живучесть не только электроэнергетической сети, но и всей энергетической установки в целом.

#### Буксирное, якорное и швартовное устройства
Буксирное устройство корабля состояло из носового и кормового буксирных клюзов и вьюшки со стальным буксирным тросом, установленной по левому борту кормовой надстройки. Два становых якоря Холла с удерживающей силой 2250 т по-походному крепились цепными стопорами в сдвинутых к форштевню и утопленных в корпус клюзах для снижения брызгообразования на больших ходах. В целях уменьшения веса вместо сварных якорных цепей использовались литые цепи уменьшенного калибра (37 мм вместо 43 мм) длиной 275 (левая) и 350 м (правая). На юте корабля находился электрический швартовный шпиль ШЭРВ-Д-1, а на баке — якорный шпиль с электроприводом ШЭГ 1/1 с двумя головками для спуска и подъёма обоих становых якорей.

### Корабельные технические средства

#### Радиосвязь и аппаратура специального назначения
Средства связи эсминцев были представлены тремя радиопередатчиками, пятью радиоприёмниками, двумя приёмопередатчиками, аппаратурой буквопечатающей и автосигнальной связи.

#### Катера, шлюпки, спасательные средства
Шлюпочное устройство повторяло шлюпочное устройство эсминцев проекта 41 и состояло из одного
разъездного (командирского) катера проекта 378, расположенного на верхней палубе по правому борту от носовой надстройки, большого моторного барказа, установленного на противоположном борту, и шестивёсельного яла ЯЛ6, который был размещён на средней надстройке по левому борту за 45-мм АУ. Катер и барказ обслуживались двумя грузовыми стрелами, имевшими одну электрическую лебедку. В конце 1970-х годов практически одновременно на всех кораблях проекта катера проекта 378 были заменены разъездными катерами проекта 1390 «Стриж».
Спасательными средствами на корабле служили восемь жёстких 24-местных спасательных плотов, размещённых побортно на кожухах дымовых труб и на носовой надстройке рядом с 45-мм АУ. К концу 1970-х годов на всех эсминцах этого проекта их постепенно заменили надувными десятиместными спасательными плотиками ПСН-10.
Корабль в случае необходимости мог принять десант численностью в 500 человек (с 4 45-мм орудиями и 8 81-мм миномётами).

### Корабельные запасы
Нормальный запас топлива составлял 255 т, полный — 510 т, наибольший — 530 т (по другим данным — 540 тонн мазута). Запас дизельного топлива — 13,8 т, масла — 28 т, котельной воды — 50 т. Автономность корабля по запасам провизии — 45 суток, по запасам воды — 10 суток. На корабле имелся запас питьевой воды — до 22,6 т.

## Экипаж и условия обитаемости
Экипаж корабля состоял из 284 человек, в том числе 19 офицеров, 17 сверхсрочников и 248 матросов и старшин срочной службы. В целях экономии веса корпусных конструкций на проекте отказались от центрального снабжения экипажа горячей водой, заменив его местным подогревом; облегчили воздушное и паровое отопление; уменьшили запас снабжения и расходных материалов. По сравнению с эсминцами проекта 41 были уменьшены площади и объёмы жилых и служебных помещений, что ухудшило общую обитаемость кораблей проекта. Удельная площадь жилых помещений на одного члена была снижена по сравнению с прототипом (с 1,6 м²/чел. до 1,3 м²/чел.) и была сопоставима с удельной площадью жилых помещений на эсминце проекта 30бис.
Экипаж, как и на корабле проекта 41, размещался в двух жилых комплексах или блоках (носовом и кормовом), разделённых машинно-котельными отделениями и отсеками вспомогательных механизмов). Каждый из блоков имел автономное санитарное оборудование. Обогрев помещений обеспечивался за счёт калориферного отопления (вместо паровых грелок), что значительно улучшало регулировку температурного режима жилых отсеков в условиях крайнего Севера.
На корабле имелось 13 кают для офицеров, в том числе десять двухместных и три одноместных (для командира корабля, его старшего помощника и для помощника и заместителя по политической части), все офицерские каюты, кроме каюты командира, имели двухъярусные койки. Все офицерские каюты были сосредоточены в носовом блоке. Для размещения главных старшин в кормовом блоке имелись три 4-, 6- и 8-местные каюты, как и офицерские оборудованные стационарными двухъярусными койками. Блоки офицерских кают и кают главстаршин имели каждый свою кают-компанию. Кают-компания офицеров была достаточно просторной и была расположена в носовой надстройке, как и на проекте 41, она занимала почти весь её объём на уровне верхней палубы. Кают-компания главных старшин размещалась в блоке их жилых помещений.
Для размещения на эскадренном миноносце личного состава имелось восемь кубриков, рассчитанных (если считать с самого носового (№ 1)), на 18, 9, 24, 30, 47, 48, 39 и 33 человека соответственно. Шесть кубриков находились на верхней промежуточной палубе, кубрики № 3 и № 4 располагались на второй промежуточной палубе. Кубрики оборудовались трёхъярусными койками; также имелось 10 подвесных коек. Под средней надстройкой находились душевые команды, отличавшиеся крайней стеснённостью (могли одновременно принять не больше 11 человек). Все душевые и умывальники имели автономные электрические обогреватели воды. Рядом с душевыми команды была размещена прачечная. По боевому расписанию душ команды с раздевалкой и прачечной должен был использоваться в качестве поста противохимической обработки. На корабле имелся всего один опреснитель, а запасы мытьевой воды были сокращены по сравнению с проектом 41 на 9 т (до 21 т, по другим данным — до 22,8 т).

## Мореходность и ходовые качества
Хорошая мореходность кораблей проекта была достигнута благодаря тщательной модельной отработке в бассейнах ЦАГИ и ЦНИИ-45, а также при помощи специальных мероприятий, к которым относились установка активных рулевых успокоителей качки, боковых килей и двух глубоких топливных цистерн, подъём форштевня и повышение надводного борта в носу (на 1,5 м выше, чем у проекта 41).
На мореходных испытаниях головного корабля, проходивших на Балтике с 2 по 16 декабря 1955 года при волнении моря до пяти баллов и ветре до восьми баллов, были испытаны мореходные качества корабля. В ходе испытаний выяснилось, что забрызгивание носовой артиллерийской башни, носового и бортовых автоматов «СМ-20-ЗИФ» начинается только при четырёхбалльном волнении и ходе за 18 узлов. Сопровождение целей для 130-мм артиллерии корабля терялось при кренах более 20°. Приготовления к минным постановкам можно было производить на скоростях до 24 узлов (при пятибалльном волнении допустимая скорость уменьшалась до 14 узлов). Аналогичными были ограничения по применению кормовых бомбомётов. На скоростях свыше 24 узлов при пятибалльном волнении эсминец «накрывало» облако брызг. Помимо этого, для кораблей проекта были характерно снижение остойчивости при нормальном и полном водоизмещении. Тем не менее, мореходность эскадренных миноносцев проекта 56 по сравнению с эсминцами предыдущих поколений была существенно лучшей, что отразилось на положительной оценке мореходных качеств корабля его приёмной комиссией. Метацентрическая высота при нормальном водоизмещении — 0,85 м.
- Эскадренные миноносцы проекта 56А
- Эскадренный миноносец «Сознательный», 1 февраля 1987
- Эскадренный миноносец «Находчивый», 17 мая 1983 года

## Вооружение

### Артиллерия
Артиллерия главного калибра эскадренных миноносцев проекта 56 включала две двуствольные 130-мм стабилизированные полуавтоматические универсальные артиллерийские установки (АУ) СМ-2-1 с длиной ствола в 58 калибров. Орудия имели раздельно гильзовое заряжание (выстрел состоял отдельно из снаряда и заряда в гильзе). В боезапас артиллерийских установок входили снаряды: полубронебойный, осколочно-фугасный с головным взрывателем, зенитный с радиолокационным взрывателем, зенитный с дистанционной трубкой, осветительный парашютный, противорадиолокационный и практический. В 1964—1965 годах для АУ также производился глубоководный противолодочный снаряд. В состав выстрела входило три заряда: боевой, уменьшенный боевой и специальный для стрельбы осветительными снарядами. При полуавтоматическом заряжании скорострельность АУ по морской цели составляла до 14 выстрелов в минуту, а по воздушной — 10. АУ СМ-2-1 могла дать 54 залпа с полной скорострельностью, после чего для ведения дальнейшей стрельбы требовалось 4—5-минутное охлаждение стволов, осуществляемое способом прокачки канала ствола забортной водой из пожарной магистрали.
Артиллерийские установки наводились на цель с помощью башенных оптических прицелов «АМО-3-1с» и башенных радиолокационных дальномеров «Штаг-Б» (размещались в колпаке на крыше каждой башни). Общий боезапас — 850 выстрелов (ещё 200 могли браться в перегруз). Максимальная дальность стрельбы — 27,8 км, досягаемость по высоте — 21 км. Масса установки составляла 57,325 т. Обслуживали установку 21 человек. Артиллерийская стрельба велась при помощи системы ПУС типа «Сфера-56», получавшей данные от стабилизированного визирного поста наводки СВП-42/50 со встроенными дальномерами ДМС-3 и РЛС «Якорь-М». Радиолокационная станция позволяла обнаруживать самолёты на расстоянии около 35 км.
Со второй половины 1950-х годов, несмотря на универсальность артиллерийских установок эсминца, стрельба из орудий главного калибра по воздушным целям была малоэффективной. Хотя приборы управления стрельбой теоретически могли вырабатывать данные для стрельбы по воздушным целям, летящим со скоростью до 600 м/с, работное время выработки данных, недостаточно высокая скорострельность и слабые приводы АУ, а также отсутствие какой-либо помехозащищённости у РЛС «Якорь-М2» уже не могли обеспечивать эффективное поражение ни высокоскоростных маневрирующих воздушных целей, ни дозвуковых противокорабельных ракет. Тем не менее, применение 130-мм артиллерии по береговым, в том числе невидимым, целям отличалось очень высокой эффективностью, «по-видимому, самой высокой в мире среди кораблей своего класса».
Зенитное артиллерийское вооружение кораблей проекта состояло из четырёх совмещённых четырёхствольных 45-мм зенитных автоматов СМ-20-ЗИФ с длиной ствола 76 калибров с системой дистанционного управления «Д-20» и резервными коллиматорными прицелами «ВКМ-45-4М». Общий боезапас достигал 17 200 выстрелов, в том числе 4000 в перегруз и 1200 в кранцах выстрелов. Максимальная дальность стрельбы — 11 км, досягаемость по высоте — 6,7 км. Техническая скорострельность — до 160 выстрелов в минуту (после выполнения очереди в 65 выстрелов на ствол требовалась минута на охлаждение путём прокачки через стволы забортной воды).

### Торпедное, противолодочное и минное вооружение
Торпедное вооружение кораблей состояло из двух пятитрубных 533-мм торпедных аппаратов ПТА-53-56 с системой прибора управления торпедной стрельбой (ПУТС) «Сталинград-Т-56», которая была согласована с РЛС управления «Заря» (необходимой для стрельбы по надводным целям). Ядром системы управления торпедного вооружения являлся торпедный автомат стрельбы, который вырабатывал элементы движения надводной цели и решал торпедный треугольник. Торпедные аппараты могли наводиться дистанционно с помощью СЭССП, как полуавтоматически, так и вручную с местного поста, расположенного прямо на торпедном аппарате. Автоматически или вручную могли вводиться в торпеды глубина хода и угол установки гироскопического прибора Обри. Торпеды типа «53-56» с массой взрывчатого вещества 400 кг имели скорость хода 50 или 40 узлов и дальность хода соответственно 8 или 13 км.
В кормовой части было размещено шесть бомбомётов БМБ-2, цепной охранитель и два подпалубных бомбосбрасывателя (на 48 глубинных бомб ББ-1 с массой взрывчатого вещества 135 кг, скоростью погружения 2,5 м/с и максимальной глубиной воздействия 100 м или на аналогичное число быстро погружающихся глубинных бомб БПС с массой взрывчатого вещества 96 кг, скоростью погружения 4,2 м/с и максимальной глубиной воздействия 330 м). Кормовые бомбомёты могли выстреливать глубинные бомбы на дистанцию 40, 80 или 120 м, что вместе с кормовыми бомбосбрасывателями позволяло атаковать обнаруженную ПЛ в полосе более 200 м, но при прохождении корабля над ПЛ терялся гидролокационный контакт с подлодкой. Применение противолодочного оружия осуществлялось при помощи приборов управления стрельбой «Шар-У», «основу которой составляли приборы команд и докладов, то есть они являлись чисто информационными приборами. Правда, был разработан простейший счётно-решающий прибор, куда можно было ввести по данным гидролокационной станции дальность до подлодки и глубину её погружения. С учётом скорости корабля, а также скорости погружения глубинных бомб этот прибор выдавал момент применения оружия. Вместе с тем, как правило, ввести все данные не успевали… так что прибор не прижился».
На эсминцах также могло быть размещено до 50 малых морских мин КБ-3 или минных защитников или до 36 мин АМД-1000.

### Радиотехническое вооружение
Основными недостатками радиотехнического вооружения кораблей этого проекта являлись теснота боевых постов и электромагнитная несовместимость.

#### Системы общего обнаружения и целеуказания
Система управления огнём зенитных автоматов включала РЛС освещения воздушной обстановки «Фут-Н» (размещалась на грот-мачте) и две РЛС «Фут-Б» (установлены на рубке и за грот-мачтой). Из-за неготовности РЛС «Фут-Н» на первых кораблях устанавливалась РЛС общего обнаружения «Риф» (позднее, в процессе ремонта и модернизации кораблей серии, она заменялась).

#### Гидроакустическое вооружение
Целеуказание средства ПЛО получали от гидроакустической станции «Пегас-2» (максимальная дальность обнаружения в режиме эхопеленгования при максимально благоприятных гидрологических условиях — 2,8 км), а в реальности ещё меньше. Определять глубину погружения подводной лодки противника ГАС не могла.

### Штурманское вооружение
Штурманское вооружение эсминцев состояло из новейших отечественных образцов 1950-х годов: гирокомпаса «Курс-4», магнитных компасов КП-М1 и КП-М3, автопрокладчика «Путь-1», лага ЛГ-40, эхолота НЭЛ-4СУ и радиопеленгатора АРП-50. В ходе модернизации кораблей по проекту 56ПЛО штурманское вооружение не изменялось, за исключением замены лага ЛГ-40 на новый лаг ЛГ-50. Модернизированные эсминцы дополнительно получили станцию радиотехнической разведки «Мачта-П4», а ГАС «Пегас-2» на них была заменена на модернизированную ГАС «Пегас-2М».

## Модернизации
К 1955—1956 годам произошла новая переоценка ВМФ СССР своих приоритетов: в связи с ускоренной реализацией американскими ВМС программы «Поларис», предусматривавшей серийное строительство атомных подводных ракетоносцев, акцент главной угрозы для советского Военно-Морского Флота сместился с авианосцев в сторону ПЛАРБ (атомных подводных лодок, вооружённых баллистическими ракетами). Очень скоро выяснилось, что советский флот, прежде ориентированный на противостояние авианосной и десантной угрозе, фактически не располагает адекватными средствами для борьбы с динамично развивающимися штурмовой авиацией и атомными подводными лодками противника. В этой связи Военно-Морской-Флот СССР встал перед объективной необходимостью сосредоточения основных усилий на подготовке к отражению новых угроз СССР с морского направления.
Первым шагом главнокомандующего ВМФ СССР адмирала С. Г. Горшкова в направлении модернизации уже построенных и строящихся кораблей стал перевод в разряд противолодочных («кораблей ПЛО») всех подходящих для этого кораблей флота, прежде всего эскадренных миноносцев. Другой первоочередной мерой, принятой в декабре 1957 года совместным решением Министерства судостроительной промышленности и ВМФ СССР, стала модернизация ранее построенных эскадренных миноносцев проектов 30-бис и 56 соответственно по проектам 31 и 56-ПЛО (а также проектам 56-К и 56-А).

### Проект 56-ПЛО
Проект с индексом 56-ПЛО, разработанный в 1958 году ЦКБ-53 под руководством главного конструктора К. А. Масленникова, был направлен на усиление противолодочного вооружения эскадренных миноносцев проекта 56 в целях повышения боевых возможностей последних по противолодочной обороне (ПЛО). С 1958 года модернизацию по проекту 56-ПЛО прошли четырнадцать кораблей («Московский комсомолец», «Блестящий», «Бывалый», «Бурливый», «Благородный», «Вдохновенный», «Бесследный», «Сведущий», «Пламенный», «Возмущенный», «Вызывающий», «Напористый», «Бравый» и «Скрытный»). Примечательно, что эсминец «Бравый» был позднее модернизирован ещё и по проекту 56-К, а «Скрытный» — по проекту 56-А.
В ходе этой модернизации на кораблях были сняты второй торпедный аппарат и штатные кормовые бомбомёты БМБ-2. Вместо них были оборудованы дополнительные посты ПЛО, а оставшийся торпедный аппарат (с переоснащением на ПУТС «Звук-56», связанной с системой «Смерч») был приспособлен для стрельбы как противокорабельными, так и противолодочными торпедами. Минные рельсы на верхней палубе сохранялись.
Основу противолодочного вооружения модернизированных эсминцев составляли две пары реактивных бомбомётных установок, предназначавшихся для стрельбы глубинными бомбами. На носовой надстройке, слева и справа от носового зенитного 45-мм автомата, монтировалась пара 16-ствольных РБУ-2500 (система «Смерч»). Только «Московский комсомолец», в отличие от других кораблей проекта 56-ПЛО, получил во время модернизации в 1961 году вместо установок РБУ-2500 две более современные установки типа РБУ-6000 с механическим заряжанием.
Под обеими носовыми РБУ-2500 были оборудованы погреба для хранения запасных глубинных бомб из расчёта на четыре полных залпа (всего 128 бомб). Погреба имели гидравлическую систему подачи глубинных бомб к установкам, далее установки заряжались вручную. В кормовой части корабля были установлены по две 6-ствольных РБУ-1000 (система «Бурун»), предназначенные главным образом для поражения атакующих торпед, а также подводных лодок в кормовых секторах. Прошедшие модернизацию корабли получили новую гидроакустическую станцию «Пегас-2М».

Несмотря на то, что проведённая в рамках проекта 56-ПЛО модернизация несколько улучшала боевые возможности кораблей, придавала им новые качества, полностью устранить все недостатки вооружения всё же не удалось. К тому же, в связи с развитием штурмовой авиации и крылатых ракет всё более актуальной становилась задача оснащения надводных кораблей зенитными ракетными комплексами (ЗРК) средней дальности (аналогичным путём модернизировали свои эсминцы и на Западе). С учётом перечисленных обстоятельств дальнейшее переоборудование оставшихся кораблей по проекту 56-ПЛО прекратили в пользу проведения более существенной модернизации.
— Заболоцкий В. П., Костриченко В. В. Гончие океанов. История кораблей проекта 61...

### Проект 56-К
Проанализировав тенденции развития кораблей класса «эскадренный миноносец» ведущих морских держав, конструкторы ЦКБ-53 пришли к выводу, что там тоже придают большое значение усилению ПВО кораблей среднего водоизмещения и оснащают их зенитно-ракетными комплексами ближней дальности. Поэтому 31 августа 1959 года было принято совместное решение ВМФ СССР, Госкомитета по судостроению (ГКС) и Херсонского Совета народного хозяйства об оснащении одного из кораблей серии по проекту 56-К зенитным ракетным комплексом М-1 «Волна» в составе одной спаренной стабилизированной установки, 16 зенитных управляемых ракет, системы управления «Ятаган» и корабельной аппаратуры регламентного контроля. В 1959—1960 годах проект 56-К был разработан под руководством главного конструктора А. И. Топтыгина. Согласно проекту предполагалось провести переоборудование для отработки нового ЗРК, после чего планировалось принять решение о модернизации других кораблей этой серии, а в качестве платформы для установки и испытания нового ЗРК был выбран эсминец «Бравый», проходивший в это время в Севастополе модернизацию по проекту 56-ПЛО.
Переоборудование «Бравого» происходило в два этапа: в 1959—1960 годах на Севастопольском Морском заводе и в 1963—1964 годах на судостроительном заводе им. 61 коммунара в Николаеве (последний являлся основным подрядчиком работ). К 23 августа 1960 года с эсминца было демонтировано всё вооружение, имевшееся в корму от носового торпедного аппарата (кормовой торпедный аппарат ПТА-53-56, кормовой и два располагавшихся побортно на средней надстройке 45-мм автомата СМ-20-ЗИФ (в 1964 году, при проведении второго этапа модернизации, бортовые автоматы № 2 и 3 были восстановлены на прежних местах), кормовая башня СМ-2-1), а также грот-мачта. Ходовой мостик сделали закрытым, фок-мачту заменили на новую, с антенным постом РЛС общего обнаружения МР-300 «Ангара» в верхней части. Демонтажу подверглась и вторая дымовая труба: её заменили на новую с усиленной кормовой стенкой, выполнявшей функцию отражателя пламени от стартующих ракет. Место демонтированной грот-мачты заняло башеноподобное основание под антенный пост РЛС «Ятаган» нового зенитно-ракетного комплекса «Волна». Двухбалочная наводящаяся пусковая установка зенитных ракет ЗИФ-101 и погреб на 16 зенитных ракет с двумя барабанами размещались в корму от второй дымовой трубы. По правому борту расположили специальный кран, предназначавшийся для загрузки ракетного боезапаса в условиях открытого моря и на необорудованных рейдах.
В связи со сменой артиллерийско-торпедного вооружения на зенитно-ракетное увеличилось водоизмещение корабля (полное увеличилось до 3447 т, стандартное до 2890 т), уменьшилась до 35,5 узлов скорость полного хода, ухудшилась остойчивость, в связи с чем потребовались дополнительные меры в виде приёма в междудонные цистерны жидкого балласта. В ходе модернизации «Бравый» получил активные успокоители качки.
Противолодочное вооружение «Бравого» сохранялось по проекту 56-ПЛО (2 носовые РБУ-2500 и пятитрубный поворотный торпедный аппарат с ПУТС «Звук-56», но без системы «Бурун»). Радиотехническое вооружение корабля было значительно усилено. По причине перегрузки минное вооружение упразднялось, а минные рельсы были демонтированы.

### Проект 56-А
Проведённые в 1962 году испытания эсминца «Бравого» (проект 56-К) доказали, что решение о размещении на нём зенитно-ракетного комплекса было оправдано. В связи с этим было принято решение об оснащении ЗРК «Волна» и других кораблей проекта 56 (с учётом замечаний и выявленных на испытаниях недостатков).
В 1961—1964 годах в ЦКБ-53 под руководством главного конструктора Н. П. Соболева был разработан технический проект 56А, представлявший собой логическое завершение конструкторской мысли по модернизации кораблей проекта 56. Проект был утверждён 26 октября 1964 года, а к июню 1965 года были готовы его рабочие чертежи. Проект предполагалось оснастить ЗРК (за счёт снятия кормовой артиллерийской башни), а также более совершенными системами вооружения и радиотехническими средствами. Три из четырёх 45-мм автоматов СМ-20-ЗИФ демонтировались, носовой автомат (№ 1) сохранялся.
От переделки кормовой дымовой трубы конструкторы отказались, ограничившись установкой на носовой кромке крыши ракетного погреба плоского наклонного отражателя. От специального крана для погрузки ракетного боезапаса (как на «Бравом») конструкторы отказались из-за доказанных на практике больших трудностей перегрузки боезапаса в открытом море и на незащищённых рейдах. Для оптимизации размещения радиотехнических средств, аппаратуры и оборудования была полностью перестроена вся носовая надстройка.
Эскадренные миноносцы проекта 56, проходившие модернизацию по проекту 56А, имели некоторые различия друг от друга по составу вооружения и радиотехнических средств. На кораблях, модернизированных ранее по проекту 56ПЛО, реактивное противолодочное и гидроакустическое вооружение (РБУ-2500 и ГАС «Пегас-2М») оставлялось без изменений, на других кораблях устанавливались новые РБУ-6000 с боекомплектом в 148 глубинных бомб (на 4 полных залпа) и ГАС ГС-572. Торпедное вооружение на всех кораблях данной модификации оставлялось одинаковым — один пятитрубный наводящийся торпедный аппарат (без запасных торпед). Вместо антенного поста РЛС МР-300 («Ангара») на фок-мачте размещался антенный пост более совершенной трёхкоординатной РЛС общего обнаружения МР-310 («Ангара-А»). Так же как и на эсминце «Бравом» минное вооружение на кораблях проекта 56А упразднялось, а минные рельсы демонтировались.
Всего по проекту 56А было модернизировано восемь кораблей. Головным кораблём стал эсминец «Несокрушимый», модернизированный на судостроительном заводе им. 61 коммунара в Николаеве в период с 17 декабря 1964 по 31 декабря 1966 года. Там же в 1967—1971 годах последовательно прошли модернизацию ещё 4 корабля: «Находчивый», «Справедливый» (проект 56АЭ), «Настойчивый» и «Сознательный». В этот же период на Кронштадтском Морском заводе по проекту 56А был модернизирован эскадренный миноносец «Скромный», а на «Дальзаводе» — «Возбуждённый» и «Скрытный». На производство всех работ, испытания и передачу флоту каждого корабля в среднем уходило до двух лет.
Три корабля проекта 56А («Сознательный», «Возбуждённый» и «Скрытный») после 1970 года были дополнительно оснащены четырьмя спаренными 30-мм зенитными автоматами АК-230 с системой управления «Рысь». Остальные корабли проекта из-за отсутствия необходимых средств этими автоматами оснащены не были. Один эсминец («Справедливый») изначально предназначался на экспорт и модернизировался по проекту 56АЭ — с установкой менее совершенного, чем на других эскадренных миноносцах, состава вооружения и радиотехнических средств.
В связи со сменой артиллерийско-торпедного вооружения на зенитно-ракетное изменились водоизмещение (полное увеличилось до 3590 т, стандартное до 3030 т), скорость (полная уменьшилась до 36,5 узлов), дальность плавания в экономичном режиме (18 узлов) сократилась до 2190 миль.
Представители проекта 56 отличались достаточно высокими тактико-техническими элементами и успешно служили на всех флотах советского ВМФ наравне с кораблями более поздних проектов. В целом модернизация кораблей по проекту 56А сильно затянулась по срокам и вышла трудоёмкой и дорогостоящей, поэтому после 1971 года от проведения работ на последующих кораблях проекта 56 отказались. Дальнейшая модернизация средств ПВО на кораблях проекта 56 не производилась, так как новые перспективные зенитные ракетные комплексы уже не входили в ограниченные габариты корпуса этого проекта.

### Проект 56-Э и 56-М
Нескольким эскадренным миноносцам проекта 56 «суждено было стать первыми в мире кораблями, вооружёнными противокорабельными ракетами, поскольку на середину 1950-х годов они оказались единственными пригодными кораблями, которые можно было использовать в качестве носителей крылатых ракет без каких-либо конструктивных и даже технологических изменений».
Тактико-техническое задание на проектирование эскадренного миноносца с «Корабельным снарядом „Щука“» (КСЩ) было утверждено Главнокомандующим ВМФ Н. Г. Кузнецовым 25 июля 1955 года. Одновременно на основе совместного решения Министерства судостроительной промышленности и ВМС № С-8/003127 конструкторам поручалось проработать на одном корпусе ракетный корабль как с одной, так и с двумя пусковыми установками противокорабельных ракет. К 23 января 1956 года ЦКБ-53 разработало оба варианта. Первым кардинально модернизированным кораблём (проект 56-А, главный конструктор О. Ф. Якоб) стал эсминец «Бедовый», изначально заложенный как артиллерийский, но в процессе строительства откорректированный и достроенный в ракетном варианте с одной поворотной пусковой установкой ракет КСЩ. Для её размещения с «Бедового» были сняты артиллерия главного калибра, торпедные аппараты, противолодочное вооружение, а кормовая 45-мм автоматическая артиллерийская установка перенесена в нос. Немного позднее на корабле были размещены ракетно-бомбовые установки РБУ-2500 и два двухтрубных торпедных аппарата для противолодочных торпед с системами управления. Стандартное водоизмещение «Бедового» составило 2850 т, основную роль в увеличении водоизмещения сыграл твёрдый балласт, уложенный для страховки корабля от опрокидывания в результате стартового удара ракеты КСЩ. Ракетный комплекс КСЩ был испытан на корабле в феврале 1957 года.
По причине того, что две пусковых установки с 16 снарядами КСЩ физически не входили в корпус эсминцев проекта 56, совместным решением ВМФ СССР и Министерства судостроительной промышленности СССР от 16 апреля 1956 года предусматривалось разработать рабочий проект 56-М (по типу «Бедового»). Все уже отработанные решения оставались, незначительно (на 85—100 тонн, без учёта 100 тонн балласта) увеличивалось водоизмещение кораблей проекта. Стабилизированную пусковую установку СМ-59-1 снабдили рельсовыми направляющими, бронированной коробкой поста предстартовой подготовки (борт — 10 мм, палуба — 6 мм). Старт ракет мог производиться только через 15—20 минут предстартовой подготовки (перед стартом требовалось заправить ракеты топливом), установку обслуживало 18 человек. Несмотря на все недостатки, появление ракетного комплекса на корабле резко расширило его возможности по борьбе с более сильными надводными группировками противника и «создало предпосылки качественного перевеса наших кораблей над иностранными — ведь эффективных средств борьбы с новым оружием просто не было».
От «Бедового» эсминцы проекта 56-М внешне отличались незначительно, но имели повышенные возможности ПВО — 45-мм автоматы были заменены на 57-мм артиллерийские установки «ЗИФ-75» (дальность стрельбы — до 13 км, досягаемость по высоте — 6,7 км, скорострельность 100 выстрелов в минуту) с РЛС «Фут-Б-2», на кораблях была установлена новая ГАС «Геркулес» МГ-572 с трактом кругового обзора и системой управления стрельбой «Кипарис-56М», новые приёмники радиоразведки, был оборудован боевой информационный пост (сокращённо БИП) с электронной системой «Планшет», внедрена система противоатомной и химической защиты, благодаря чему корабли могли вести бой при полной герметизации помещений в течение трёх часов, используя системы фильтровентиляции, орошения надстроек и палуб. Также подверглась совершенствованию энергоустановка.

### Проект 56-У
На основе решения ВМФ и Министерства судостроительной промышленности от 11 октября 1969 года три ракетных корабля проекта 56-М были модернизированы по проекту 56-У (главный конструктор проекта — В. Г. Королевич). Вместо устаревших ракет КСЩ они получили новый противокорабельный ракетный комплекс П-15М и два спаренных 76-мм зенитных орудия. Корабли проекта должны были оперировать в ближней зоне и обеспечивать боевую устойчивость соединений катеров.
Помимо разницы в вооружении, у модификаций проекта 56 различались следующие тактико-технические элементы:
| ТТЭ                       | Проект 56   | Проект 56-К | Проект 56-А | Проект 56-ЭМ | Проект 56-М | Проект 56-У    |
| ------------------------- | ----------- | ----------- | ----------- | ------------ | ----------- | -------------- |
| Водоизмещение полное      | 3230 тонн   | 3447 тонн   | 3590 тонн   | 3336 тонн    | 3447 тонн   | 3450 тонн      |
| Водоизмещение стандартное | 2667 тонн   | 2890 тонн   | 3030 тонн   | 2798 тонн    | 2890 тонн   | 2900—2940 тонн |
| Скорость полная           | 38,5 узлов  | 35,5 узлов  | 36,5 узлов  | 38,0 узлов   | 35,0 узлов  | 34,8 узлов     |
| Скорость экономическая    | 17,9 узлов  | 18,0 узлов  | 18,0 узлов  | 14,0 узлов   | 14,0 узлов  | 18,0 узлов     |
| Количество экипажа        | 284 человек | 270 человек | 268 человек | 270 человек  | 284 человек |                |

## История службы
В состав Северного флота вошло восемь эсминцев проекта 56 («Спокойный», «Сведущий», «Смышлёный», «Скромный», «Сознательный», «Несокрушимый», «Находчивый» и «Настойчивый»), в состав Балтийского флота — четыре («Светлый», «Спешный», «Скрытный» и «Справедливый»).
В состав Тихоокеанского флота первоначально вошло девять кораблей этого проекта («Бесследный», «Бурливый», «Вызывающий», «Веский», «Вдохновенный», «Возмущённый», «Влиятельный», «Выдержанный» и «Возбуждённый»), но в 1960 году Тихоокеанский флот пополнился ещё двумя кораблями — «Скрытным» (из состава Балтийского флота) и «Блестящим» (из состава Черноморского флота), и число эсминцев проекта 56 в составе флота возросло до одиннадцати. Усиление Тихоокеанского флота новыми кораблями было вызвано обострившимися политическими противоречиями с Китаем, что требовало формирования на Дальнем Востоке мощной ударной группировки артиллерийских кораблей (эсминцы, а также четыре лёгких крейсера проекта 68-бис). Кроме этого, усиление Тихоокеанского флота именно эсминцами проекта 56 объяснялось неразвитостью инфраструктуры Дальнего Востока и трудностями эксплуатации на её базе кораблей нового поколения (таких, как ракетные корабли проекта 58 и корабли «ПВО и ПЛО» проекта 61).
Больше всего эскадренных миноносцев проекта 56 и его модификаций служило в составе Черноморского флота (14 единиц), но при этом часть из них в ходе службы убыла на другие флоты. Корабли проекта 56 начали поступать в состав 150-й бригады эсминцев Эскадры Черноморского флота осенью 1955 года; первым из новых кораблей Черноморский флот пополнил эсминец «Блестящий». В 1956—1957 годах в состав бригады вошло ещё 7 эсминцев проекта 56: «Бывалый», «Бравый», «Бесследный», «Бурливый», «Благородный», «Пламенный» и «Напористый». В 1958 году в состав бригады вошёл модернизированный по проекту 56М эсминец «Бедовый», а эсминец «Бравый» прошёл модернизацию по проекту 56К; в 1959 году состав 150-й бригады пополнил «Прозорливый».
За долгий период службы (около 30 лет) эскадренные миноносцы проекта 56 очень интенсивно эксплуатировались на всех четырёх флотах. На начальном этапе эксплуатации корабли проекта служили заменой морально устаревших эсминцев проекта 30-бис и использовались для подготовки кадров, жизненно необходимых для комплектования строившихся в этот период кораблей океанского флота, а благодаря отменным мореходным качествам и достаточно совершенному радиотехническому вооружению, на первых этапах развития океанского флота они в известной степени могли заменять эти корабли. Это обстоятельство, в конечном счёте, привело к появлению программ модернизаций и переоборудования эсминцев проекта 56.
Корабли проекта 56, не прошедшие модернизацию (всего шесть единиц), периодически привлекались к различным испытаниям и экспериментам. Так, на эсминце «Светлом» в 1958—1959 годах проходили испытания нового корабельного вертолёта Ка-15, для чего в корме на месте снятых бесшточных бомбомётов была оборудована взлётно-посадочная площадка.
С середины 1960-х годов эсминцы проекта 56 всех модификаций стали привлекаться к несению боевой службы практически во всех районах Мирового океана и в различных климатических условиях. Продолжительность выходов на боевую службу достигала иногда шести — семи месяцев, во время походов корабельные запасы пополнялись либо в пунктах маневренного базирования, либо с плавбаз. Несмотря на порой экстремальные условия эксплуатации все корабли до вывода из боевого состава флота сохранялись в сравнительно неплохом техническом состоянии. Единственным исключением стал «Светлый», в июне 1978 года затонувший у причальной стенки во время прохождения среднего ремонта и находившийся после этого на приколе, несмотря на формальное восстановление, вплоть до исключения из списков флота.
Все представители проекта к началу 1990-х годов были исключены из списков флота и расформированы.

### Навигационные аварии и другие происшествия
Принятая цветовая маркировка списка:
| Характер происшествия — пожар.              |
| Характер происшествия — столкновение/навал. |
| Характер происшествия — касание грунта.     |
| Характер происшествия — иное.               |

| Характер происшествия                                          | Дата происшествия                  | Местоположение                      | Примечания |
| -------------------------------------------------------------- | ---------------------------------- | ----------------------------------- | --- |
| Затопление машинного отделения на ЭМ «Пламенный»               | 8 октября 1964 года                | Черноморский флот                   | По недосмотру личного состава произошло затопление первого машинного отделения. |
| Двукратное столкновение ЭМ «Бесследный» с ЭМ «Уоркер» (DD-517) | 10—11 мая 1967 года                | Японское море                       | Оба столкновения произошли в ходе слежения советского эсминца за американской АУГ. Корабли нанесли друг другу скользящие удары и помяли борта. |
| Столкновение ЭМ «Бравый» с АВ «Арк Ройял»                      | 9 ноября 1970 года                 | Восточное Средиземноморье           | Эсминец попал под удар правого борта авианосца. «Арк Ройял» получил незначительные повреждения, на «Бравом» были сильно помяты надстройки и левый борт, часть экипажа выпала за борт. |
| Пожар на ЭМ «Спешный»                                          | 1972 год около 21.00               | Внешний рейд п. Балтийск            | При постановке на якорь и выводе из действия четвёртого котла произошёл взрыв паров мазута в его топке. Одной из деталей сорванной обшивки котла был повреждён маслопровод системы смазки подшипников главного турбозубчатого агрегата, и масло стало поступать на раскалённые детали котла с дальнейшим его воспламенением. После неудачной попытки применить воду из пожарной магистрали личный состав покинул машинно-котельное отделение (МКО). После герметизации отсека была введена в действие система жидкостного пожаротушения. Пожар был ликвидирован в течение одного часа. Жертв среди личного состава не было, были выведены из строя освещение МКО и контрольно-измерительные приборы. На следующий день корабль своим ходом был переведён в порт Лиепая на 29 СРЗ для устранения повреждений. Официальная причина — некачественный ремонт запорной арматуры топливной системы главного котла. |
| Навал БПК «Кронштадт» на ЭМ «Смышлёный»                        | 16 июня 1975 года, 16:25 — 16:44   | Северный флот                       | Происшествие произошло при ветре 8 м/с, волнении моря — 2 балла, лёгкой зыби и полной видимости. Из-за неподготовленности и растерянности командира «Кронштадта» и нарушения командиром бригады статьи 102 Корабельного устава ВМФ в 16:44 «Кронштадт» навалился левым бортом на форштевень «Смышлёного», повредив при этом торпедный аппарат. |
| Навал ЭМ «Сознательный» на притопленную бочку                  | 2 июня 1977 года                   | Пролив Босфор, недалеко от Стамбула | Маневрирование корабля было затруднено нахождением на курсе его следования турецкого барказа и пассажирского парома. В результате навала на бочку были погнуты две лопасти правого гребного винта. |
| Пожар на ЭМ «Бравый»                                           | 22 декабря 1978 года, 21:40        | Севастополь                         | При стоянке на рейде на корабле произошло возгорание в районе носовых переборок погреба ЗРК «Волна-М», загорелась пробковая изоляция носовой переборки центрального поста КЦ ЗРК. Очаг возгорания был ликвидирован в течение часа, жертв не было. Корабль поставлен для капитального ремонта в Севморзавод. Официальная причина — воздействие высокой температуры газохода главного котла. |
| Затопление машинного отделения на ЭМ «Светлый»                 | 23 мая 1980 года                   | Н/д                                 | Принято около 150 т воды, крен достигал 4°. |
| Касание грунта ЭМ «Сведущий»                                   | 10 апреля 1981 года, 21:23 — 21:35 | Севастополь, траверз Сухарной балки | При доковом осмотре обнаружены деформация руля и погнутые лопасти левого гребного винта. |
| Касание грунта ЭМ «Находчивый»                                 | 16 марта 1984 года                 | Банка Догараслан, Мраморное море    | В результате касания грунта было помято днище и обнаружена водотечность корпуса. Произведены доковый осмотр и ремонт. |

## Оценка проекта

### Аналоги
Развитие эскадренных миноносцев в годы Второй мировой войны шло по трём направлениям: германскому, американскому и британскому. Германские эсминцы создавались для морского боя с надводным противником, американские и английские являлись, в первую очередь, эскортными кораблями, назначением которых было обеспечение ПВО и ПЛО тяжёлых кораблей, десантных отрядов и конвоев. Американские эсминцы были ориентированы в основном на охранение авианосцев, линкоров и крейсеров на Тихом океане, а британские представители класса — на охранение транспортов в Атлантике. Тогда как значение торпедного оружия к концу войны свелось практически к нулю, значение мощного зенитного и усиленного противолодочного вооружений, а также радиолокации постоянно возрастало.
На момент окончания Второй мировой войны ВМС США обладали значительным количеством кораблей класса «эскадренный миноносец» (более 700 единиц), поэтому после завершения войны в США не спешили начинать массовое строительство новых кораблей этого класса, и американские конструкторы и кораблестроители занялись экспериментами по созданию новых котлотурбинных установок с высоконапорными котлами, систем вооружений и других перспективных кораблестроительных технологий.
В 1949 году в США был заложен головной эсминец первого послевоенного проекта — типа «Митчер». В состав его вооружения входили две новейшие одноствольные универсальные 127-мм АУ Mark 42 со скорострельностью 40 выстрелов в минуту, две спаренные 76-мм АУ и два бомбомёта Mark 108, вместе с тем на кораблях были сохранены 533-мм торпедные аппараты с противокорабельными торпедами. К 1955 году (одновременно с вступлением в строй первых кораблей проекта 56) ВМС США стали пополняться принципиально новыми кораблями — эсминцами типа «Форрест Шерман» (построено 18 единиц), вооружёнными тремя 127-мм орудиями (по эффективности зенитного огня они более чем в три раза превосходили четыре 130-мм АУ эсминцев 56-го проекта), принципиально новым радиоэлектронным вооружением, несколько устаревшими бомбомётами «Хеджехог» и (с 1960 года) 324-мм самонаводящимися противолодочными торпедами. Во второй половине 1960-х годов 12 эсминцев этого типа прошли модернизацию: на четырёх из них был установлен ЗРК «Tartar», а на восьми других взамен одной из трёх 127-мм АУ была установлена пусковая установка на восемь ячеек противолодочного комплекса «ASROC».
Британские послевоенные эсминцы типа «Дэринг» (8 единиц), начавшие вступать в строй в 1952 году, обладали мощным артиллерийским вооружением (три башни главного калибра), имели цельносварной корпус и ГЭУ с высокими параметрами пара (45,7 кг/см² и 454° С). Тем не менее во многих отношениях они уступали эсминцам проекта 56 (по эффективности зенитного огня и по совершенству торпедного оружия), но превосходили советские корабли по числу орудий главного калибра и качествам противолодочного и радиоэлектронного вооружения.
На французских послевоенных эсминцах типа «Сюркуф» впервые в истории развития французских миноносцев появился универсальный калибр главной артиллерии; как и в случае с британскими эсминцами типа «Дэринг» французские эсминцы получили ГЭУ с повышенными параметрами пара (35 кг/см² и 385 °C). Причины строительства 18 кораблей этого типа были во многих отношениях сродни советским — желание обновить корабельный состав флота и сгладить последствия невосполнимых потерь кораблей этого класса в годы Второй мировой войны, а также отсутствие новейших образцов техники и вооружений «послевоенной эпохи».
|                                          | Проект 56                              | Проект 56-А                            | Тип «Митчер»                                   | Тип «Форрест Шерман»                                                        | Тип «Дэринг»                               | Тип «Сюркуф»                |
| ---------------------------------------- | -------------------------------------- | -------------------------------------- | ---------------------------------------------- | --------------------------------------------------------------------------- | ------------------------------------------ | --------------------------- |
| Внешний вид                              |                                        |                                        |                                                |                                                                             |                                            |                             |
| Годы постройки                           | 1953—1958                              | 1964—1970                              | 1949—1954                                      | 1953—1959                                                                   | 1949—1959                                  | 1955—1957                   |
| Годы службы                              | 1955—1993                              | 1964—1991                              | 1953—1978                                      | 1955—1988                                                                   | 1952—2007                                  | 1955—1980                   |
| Построено                                | 27                                     | 14 (модернизированы)                   | 4                                              | 18                                                                          | 8                                          | 18                          |
| Водоизмещение, тонн (стандартное полное) | 2600 3200                              | 3030 3590                              | 3642 4855                                      | 2850 4050                                                                   | 2830 3820                                  | 2750 3740                   |
| Скорость (узлов)                         | 38,5                                   | 36,5                                   |                                                | 32,5                                                                        | 30                                         | 34                          |
| Артиллерийское вооружение                | 2×2 130-мм СМ-2-1, 4×4 45-мм СМ-20-ЗИФ | 1×2 130-мм СМ-2-1, 4×4 45-мм СМ-20-ЗИФ | 2×1 127-мм 5"/54 Mark 42, 4×1 76-мм АУ Mark 33 | 2-3×1 127-мм 5"/54 Mark 42, 4×1 76-мм АУ Mark 33                            | 3×2 114-мм QF 4.5"/45 Mark V, 2×2 40-мм АУ | 3×2 127-мм АУ, 3×2 57-мм АУ |
| Ракетное вооружение                      | нет                                    | 1×2 ПУ ЗРК «Волна» (16 ЗУР)            | нет                                            | на нескольких кораблях — ЗРК «Tartar» или ПЛРК «ASROC» (после модернизации) | нет                                        | нет                         |

### Общая оценка проекта
В научно-технической литературе нет единства мнений об оценке этого проекта: существуют как восторженные (А. С. Павлов), так и весьма нелестные (В. П. Кузин) оценки, но, по мнению Ю. В. Апалькова, давать этому кораблю интегральную оценку не совсем корректно, поскольку на судьбе проекта, «как на лакмусовой бумажке, отразилась непростая история развития отечественного флота в середине прошлого столетия…. Создание проекта 56 было обусловлено стремлением получить идеальный для эскадренного
боя эсминец…», поэтому «во главу угла ставилась задача нанесения торпедно-артиллерийских ударов по тяжелым кораблям противника». Для решения данной задачи корабли проекта имели достаточно мощное и совершенное вооружение, высокую скорость хода, хорошие мореходные качества и приемлемую автономность, что полностью соответствовало требованиям тактико-технического задания, хотя «само по себе это задание скорее отражало взгляды руководства страны на вопросы развития флота, чем потребности самого флота». В начале 1950-х годов задача участия эсминцев с торпедно-артиллерийским вооружением в классическом бою линейных сил или в операциях по прикрытию тяжёлых крейсеров проекта 82 уже была очевидным анахронизмом, и отражала субъективную точку зрения И. В. Сталина, который сыграл в судьбе корабля не последнюю роль. Для выполнения ТТЗ конструкторы пожертвовали автономностью, условиями обитаемости, живучестью и запасами на модернизацию. По сравнению с американским аналогом — эсминцами типа «Форрест Шерман» — эскадренные миноносцы проекта 56 являлись морально устаревшим проектом, но «вместе с тем нельзя забывать, для чего он создавался и для чего строился Forrest Sherman, являвшийся стопроцентным эскортным кораблем», в отличие от проекта 56. Также интересно, что основу американского миноносного флота до 1970-х годов составляли не сравнительно малочисленные корабли постройки 1950-х — 1960-х годов (типов «Митчер», «Форрест Шерман» или «Чарльз Ф. Адамс», всего 43 единицы), а эсминцы постройки 1942—1945 годов (типов «Флетчер», «Аллен М. Самнер» и «Гиринг», всего более 200), примерно половина из которых прошла модернизацию по программам FRAM I и II, предусматривающим усиление их противолодочных возможностей и являвшимся аналогами советских программ 31 и 56-ПЛО.
Уже к концу 1950-х годов, с появлением принципиально новых систем вооружения (крылатых ракет, ПЛАРБ и многоцелевых АПЛ), эскадренные миноносцы проекта 56 в значительной степени утратили своё боевое значение, «несмотря на все свои великолепные вооружение, мореходные и скоростные качества». Флоту стали нужны корабли с мощным противолодочным и зенитным вооружением, повышенной автономностью для проведения длительных походов и противолодочных операций в Мировом океане. Тогда же выяснилось, что для коренной модернизации кораблей проекта 56 практически не осталось запасов водоизмещения; это «заставило демонтировать практически всё устаревшее вооружение и значительным образом перестроить корабль, а как известно, подобные работы требуют больших материальных затрат и времени».
Корабли проекта, несмотря на ряд ошибок и отдельных недостатков стали этапными не только в своём классе, но и в советском кораблестроении вообще. Многие крупные технические решения, полученные и отработанные на них, стали базовыми при проектировании надводных кораблей основных классов следующих поколений. В процессе создания этих кораблей «отечественная наука смогла решить целый ряд важнейших для себя вопросов, что вскоре позволило поставить её на один уровень с лучшими зарубежными школами. К этим вопросам можно отнести влияние кавитации и нестационарности на гидродинамические характеристики рулей, кавитацию выступающих частей на полном ходу, кавитационное взаимодействие выступающих частей и движителей, аэрацию рулей и т. д. Необходимость решения инженерных проблем, связанных с данными явлениями, потребовала развития экспериментальной базы и создания новых методик расчёта и проектирования, что в конечном итоге привело к повышению общего уровня гидродинамики». Именно на эсминцах проекта 56 впервые в ВМФ СССР возникла сложная проблема совместимости радиоэлектронных средств при их одновременной работе, на этом же проекте шла отработка теории и практики ракетной стрельбы.
К достоинствам проекта следует отнести прекрасную мореходность, высокую надёжность и живучесть. На этих кораблях за период их службы не было отмечено ни одной крупной аварии. Уйдя в историю после окончания сроков эксплуатации, эскадренные миноносцы этого проекта оставили после себя «тёплые воспоминания моряков и добрую память».
На эскадренных миноносцах проекта 56 начинали службу многие флотские военачальники: В. А. Гаврилов, И. П. Журавлёв, С. Н. Решетов, А. А. Исаев, Ю. А. Ермоленко, В. Ф. Варганов, В. Х. Саакян, Е. В. Левашов, П. Р. Дубягин, А. Ф. Старовойтов, Ю. А. Гарамов и другие.

### Оценка боевой живучести
Конструктивная защита на корабле была представлена местным противоосколочным бронированием. Боевая рубка, ограждение мостика, стенки местных постов управления торпедными аппаратами
и котельных кожухов, а также кранцы первых выстрелов защищались листами из гомогенной противоосколочной брони средней твёрдости толщиной 8—10 мм. Орудийные башни и пост наводки защищались усиленной бронёй — до 20—40 мм. Непотопляемость корабля обеспечивалась при затоплении трёх любых смежных отсеков или обоих машинно-котельных отделений. Благодаря тому, что силовая электрическая сеть на корабле была выполнена из кабеля в резиновой оболочке с металлическим панцирем и проходила по специальным коридорам кабельных трасс, расположенных побортно, не только электроэнергетическая система, но и вся энергетическая установка эсминца обладала повышенной живучестью.
Уровень боевой живучести кораблей этого проекта интересно характеризует попытка затопления как корабля-мишени эсминца «Возбуждённый», предпринятая в 1990 году у берегов Камчатки. В корабль были выпущены противокорабельные ракеты с трёх малых ракетных кораблей проекта 1234 и береговой ракетной батареи с мыса Шипунского, тем не менее повреждённый эсминец с двумя пробоинами в надстройке и несколькими слабыми очагами пожаров остался на плаву. Его пришлось буксировать в Петропавловск-Камчатский для повторного использования в качестве мишени для корабельной артиллерии сразу двух сторожевых кораблей («Ретивого» и «Резкого»). Оба сторожевых корабля выпустили по «Возбуждённому» около 110 снарядов, но несмотря на накрытия эсминец остался на плаву и затонул только после того, как «Резкий» подошёл к нему вплотную и произвёл четыре выстрела из 100-мм орудий АК-100 в район ватерлинии.

## Использовавшаяся литература и источники
1. 1 2  Казачков Р. № 190 Северная судостроительная верфь, г. Ленинград. Каталог стапельных (заводских) номеров кораблей и судов ВМФ СССР и России. Военно-Морская коллекция. Дата обращения: 17 июля 2009. Архивировано из оригинала 21 августа 2014 года.
2. 1 2 3  Кузин В. П., 1994, с. 82.
3. 1 2  Апальков Ю. В., 2006, с. 26.
4. 1 2  Кузин В. П., 1994, с. 83.
5. ↑  Апальков Ю. В., 2006, с. 59.
6. ↑  Соколов А. Н., 2007, с. 14.
7. 1 2  Платонов А. В., 2003, с. 15.
8. ↑  Платонов А. В., 2003, с. 13.
9. ↑  Платонов А. В., 2003, с. 19.
10. 1 2 3  Васильев А. М. и др., 2006, с. 130.
11. ↑  Апальков Ю. В., 2006, с. 21.
12. 1 2 3 4 5  Павлов А. С., 1999, с. 7.
13. 1 2  Кузин В. П., 1994, с. 78.
14. 1 2 3 4  Апальков Ю. В., 2006, с. 24.
15. 1 2  Апальков Ю. В., 2006, с. 23.
16. ↑  Русецкий А. А., 1997, с. 26.
17. ↑  Русецкий А. А., 1997, с. 27.
18. 1 2 3 4  Васильев А. М. и др., 2006, с. 131.
19. ↑  Апальков Ю. В., 2006, с. 19, 20.
20. 1 2 3 4 5  Апальков Ю. В., 2006, с. 19—25.
21. 1 2 3 4 5  Платонов А. В., 2003, с. 23.
22. ↑  Васильев А. М. и др., 2006, с. 138.
23. 1 2 3 4  Павлов А. С., 1999, с. 8.
24. ↑  Васильев А. М. и др., 2006, с. 153.
25. 1 2 3  Апальков Ю. В., 2006, с. 26.
26. 1 2 3 4 5  Павлов А. С., 1999, с. 9.
27. 1 2 3 4 5 6 7 8  Платонов А. В., 2003, с. 25.
28. 1 2 3 4 5 6 7 8 9 10 11 12 13 14 15  Павлов А. С., 1999, с. 10.
29. 1 2 3 4 5 6 7  Платонов А. В., 2003, с. 26.
30. 1 2 3 4  Апальков Ю. В., 2006, с. 27.
31. 1 2 3 4 5  Кузин В. П., 1994, с. 80.
32. 1 2 3 4  Васильев А. М. и др., 2006, с. 133.
33. ↑  Апальков Ю. В., 2006, с. 28.
34. ↑  Апальков Ю. В., 2006, с. 47.
35. 1 2  Апальков Ю. В., 2006, с. 34.
36. 1 2 3 4 5 6 7 8  Апальков Ю. В., 2006, с. 35.
37. 1 2 3 4 5 6 7  Апальков Ю. В., 2006, с. 36.
38. ↑  Апальков Ю. В., 2006, с. 35, 36.
39. ↑  Русецкий А. А., 1997, с. 27, 28.
40. 1 2  Русецкий А. А., 1997, с. 28.
41. ↑  Русецкий А. А., 1997, с. 29.
42. 1 2 3 4  Апальков Ю. В., 2006, с. 34.
43. 1 2  Павлов А. С., 1999, с. 22.
44. 1 2  Павлов А. С., 1999, с. 30.
45. 1 2 3  Апальков Ю. В., 2006, с. 49.
46. 1 2 3 4 5 6  Апальков Ю. В., 2006, с. 48.
47. 1 2  Кузин В. П., 1994, с. 81.
48. ↑  Апальков Ю. В. Корабли ВМФ СССР. Справочник в 4 томах. — СПб.: Галея Принт, 2003. — Т. II, часть I. Авианесущие корабли. Ракетно-артиллерийские корабли. — С. 102. — 124 с. — ISBN 5-8172-0080-5.
49. ↑  Апальков Ю. В., 2006, с. 43.
50. 1 2  Апальков Ю. В., 2006, с. 45.
51. 1 2  Апальков Ю. В., 2006, с. 46.
52. 1 2  Заблоцкий В. П., Костриченко В. В., 2005, с. 4.
53. 1 2 3  Павлов А. С., 1999, с. 12.
54. 1 2 3 4  Заблоцкий В. П., Костриченко В. В., 2005, с. 6.
55. 1 2 3 4  Платонов А. В., 2003, с. 53.
56. ↑  Заблоцкий В. П., Костриченко В. В., 2005, с. 6, 7.
57. 1 2 3 4 5  Заблоцкий В. П., Костриченко В. В., 2005, с. 7.
58. 1 2 3 4 5  Павлов А. С., 1999, с. 13.
59. 1 2 3 4 5 6 7 8  Заблоцкий В. П., Костриченко В. В., 2005, с. 8.
60. 1 2 3  Платонов А. В., 2003, с. 59.
61. 1 2 3 4 5 6 7 8  Павлов А. С., 1999, с. 14.
62. 1 2 3 4  Павлов А. С., 1999, с. 11.
63. 1 2 3 4  Апальков Ю. В. Эсминцы проектов 56, 57 бис и их модификации, 2009, с. 52.
64. 1 2  Васюков В. Л. и др. 30-я дивизия надводных кораблей Черноморского флота // Тайфун : военно-технический альманах. — 2001. — Вып. 39, № 8. — С. 18.
65. 1 2  Васильев А. М. и др., 2006, с. 139.
66. 1 2  Апальков Ю. В. Эсминцы проектов 56, 57 бис и их модификации, 2009, с. 53.
67. 1 2  Костриченко, В. В., Айзенберг, Б. А. 3. Пожары и взрывы // ВМФ СССР и России. Аварии и катастрофы. — Харьков, 1998. — С. 38. — 1000 экз.
68. 1 2 3  Загорский, В. В. 1. Навигационные аварии (Спецвыпуск альманаха «Очерки военно-морской истории»)... // Аварии и катастрофы ВМФ СССР (1975—1996). — С. 60.
69. ↑  Костриченко, В. В., Айзенберг, Б. А. 3. Пожары и взрывы... // ВМФ СССР и России. Аварии и катастрофы. — С. 41—42.
70. ↑  Загорский, В. В. 1. Навигационные аварии (Спецвыпуск альманаха «Очерки военно-морской истории») // Аварии и катастрофы ВМФ СССР (1975—1996). — Харьков, 1997. — С. 23.
71. ↑  Костриченко, В. В., Айзенберг, Б. А. 3. Пожары и взрывы... // ВМФ СССР и России. Аварии и катастрофы. — С. 7, 38.
72. ↑  Загорский, В. В. 1. Навигационные аварии (Спецвыпуск альманаха «Очерки военно-морской истории»)... // Аварии и катастрофы ВМФ СССР (1975—1996). — С. 29.
73. ↑  Загорский, В. В. 1. Навигационные аварии (Спецвыпуск альманаха «Очерки военно-морской истории»)... // Аварии и катастрофы ВМФ СССР (1975—1996). — С. 39.
74. ↑  Апальков Ю. В., 2006, с. 49, 50.
75. 1 2  Апальков Ю. В., 2006, с. 55.
76. 1 2 3 4  Платонов А. В., 2003, с. 29.
77. ↑  Платонов А. В., 2003, с. 47.
78. 1 2 3  Апальков Ю. В., 2006, с. 56.
79. 1 2  Апальков Ю. В., 2006, с. 57.
80. 1 2 3 4  Апальков Ю. В., 2006, с. 4.
81. 1 2 3 4  Апальков Ю. В., 2006, с. 51.
82. ↑  Коваленко В. А., Остроумов М. Н. Справочник по иностранным флотам. — М.: Военное издательство, 1971. — С. 287—293.
83. ↑  Апальков Ю. В., 2006, с. 53.
84. ↑  Апальков Ю. В., 2006, с. 53, 55.
85. 1 2  Васюков В. Л. и др. 30-я дивизия надводных кораблей Черноморского флота // Тайфун : военно-технический альманах. — 2001. — Вып. 39, № 8. — С. 22.

### Монографии
- Апальков Ю. В. Эскадренные миноносцы проекта 56. — СПб.: Галея Принт, 2006. — 84 с. — ISBN 5-8172-0108-9.
- Апальков Ю. В. Эсминцы проектов 56, 57 бис и их модификации. — СПб.: Моркнига, 2009. — 228 с. — 1000 экз. — ISBN 978-5-903080-63-2.
- Васильев А. М. и др. СПКБ. 60 лет вместе с флотом. — СПб.: История корабля, 2006. — 304 с. — 1500 экз. — ISBN 5-903152-01-5.
- Заболоцкий В. П., Костриченко В. В. Гончие океанов. История кораблей проекта 61. — М.: Военная книга, 2005. — 192 с. — ISBN 5-902863-03-1.
- Кузин В. П., Никольский В. И. Военно-Морской флот СССР 1945-1991. — СПб.: Историческое Морское Общество, 1996. — 653 с.
- Павлов А. С. Эскадренные миноносцы проекта 56. — Якутск, 1999. — 48 с.
- Платонов А. В. Советские миноносцы. — СПб.: Галея-Принт, 2003. — Т. 2. — 102 с. — ISBN 5-8172-0078-3.

### Статьи
- Кузин В. П. Эскадренные миноносцы проекта 56 // Судостроение : журнал. — 1994. — № 1. — С. 78—82.
- Русецкий А. А. Создание эсминца проекта 56 — важный этап в развитии корабельной гидродинамики // Судостроение : журнал. — 1997. — № 6. — С. 26—30.
- Звиняцкий А., Тимохин И., Шаломов В. Дальневосточные эсминцы проекта 56 (к 85-летию Комсомольска-на-Амуре). // Морской сборник. — 2018. — № 3. — С. 50—54.

### Справочная литература
- Апальков Ю. В. Корабли ВМФ СССР. Справочник в 4 томах. — СПб.: Галея Принт, 2003. — Т. II, часть I. Авианесущие корабли. Ракетно-артиллерийские корабли. — 124 с. — ISBN 5-8172-0080-5.
- Соколов А. Н. Расходный материал флота. Миноносцы СССР и России. — М.: Военная книга, 2007. — 48 с. — ISBN 978-5-902863-13-7.
- Кузин В. Эскадренные миноносцы проектов 41 и 56. // «Морской сборник». — 1992. — № 11. — С. 51—56.
- Conway’s All the World’s Fighting Ships, 1947—1995. — Annapolis, Maryland, U.S.A.: Naval Institute Press, 1996. — ISBN 1557501327.